# حاملات الطائرات فئة إسكس
حاملات الطائرات فئة إسكس (بالإنجليزية: Essex-class aircraft carrier)‏ هي مجموعة من حاملات الطائرات الأمريكية التابعة للبحرية الأمريكية، التي شكلت الفئة الأكثر عددًا من السفن الرئيسية في القرن العشرين.